# Vicent Wenceslau Querol i Campos
Vicent Wenceslau Querol i Campos (València, 28 de setembre de 1837 - Bétera, 24 d'octubre de 1889) va ser un poeta valencià del segle xix. Va escriure tant en castellà com en català; sent especialment recordat pel seu recull de Rimes catalanes, inclòs en el volum Rimas.

## Biografia
Va finalitzar el batxillerat l'any 1854 i va matricular-se en Dret a la Universitat de València on va ser deixeble del canonista Miquel Payà i Rico — qui després arribaria a ser cardenal Primat de Toledo, del cronista de la ciutat Vicent Boix i Ricarte, de l'economista Antonio Rodríguez de Cepeda i de l'historiador del Dret Eduardo Pérez Pujol.
Va començar a practicar la poesia en la seua època d'estudiant. En el certamen de la societat estudiantil "La Estrella" va guanyar un premi amb el seu poema La Peña de los Enamorados. Hi va conèixer Teodor Llorente i immediatament van inciar una relació d'amistat. Arran de les frequüents visites que Querol i Llorente feien a la biblioteca de la Universitat, hi van conèixer el poeta i filòleg mallorquí Marià Aguiló i Fuster, qui llavors n'ocupava el càrrec de bibliotecari, iniciant així un dels gèrmens de la Renaixença valenciana.
Arran de la seua participació en dos certàmens poètics, un d'ells organitzat per la Universitat per a celebrar el IV Centenari de la canonització de sant Vicent Ferrer i després en l'obertura del curs (12 d'octubre de 1856) de l'Escola de Belles Arts, va començar a guanyar fama i se li van obrir les portes dels cercles literaris de la ciutat.

L'any 1859 va aconseguir que l'associació cultural El Liceo Valenciano patrocinara la celebració dels primers Jocs Florals de la ciutat de València, imitant el model barceloní. Es va celebrar al Paranimf de la Universitat i hi assistiren poetes de tot l'àmbit lingüístic català, resultant-ne premiats el mateix Querol, Llorente i Víctor Balaguer.

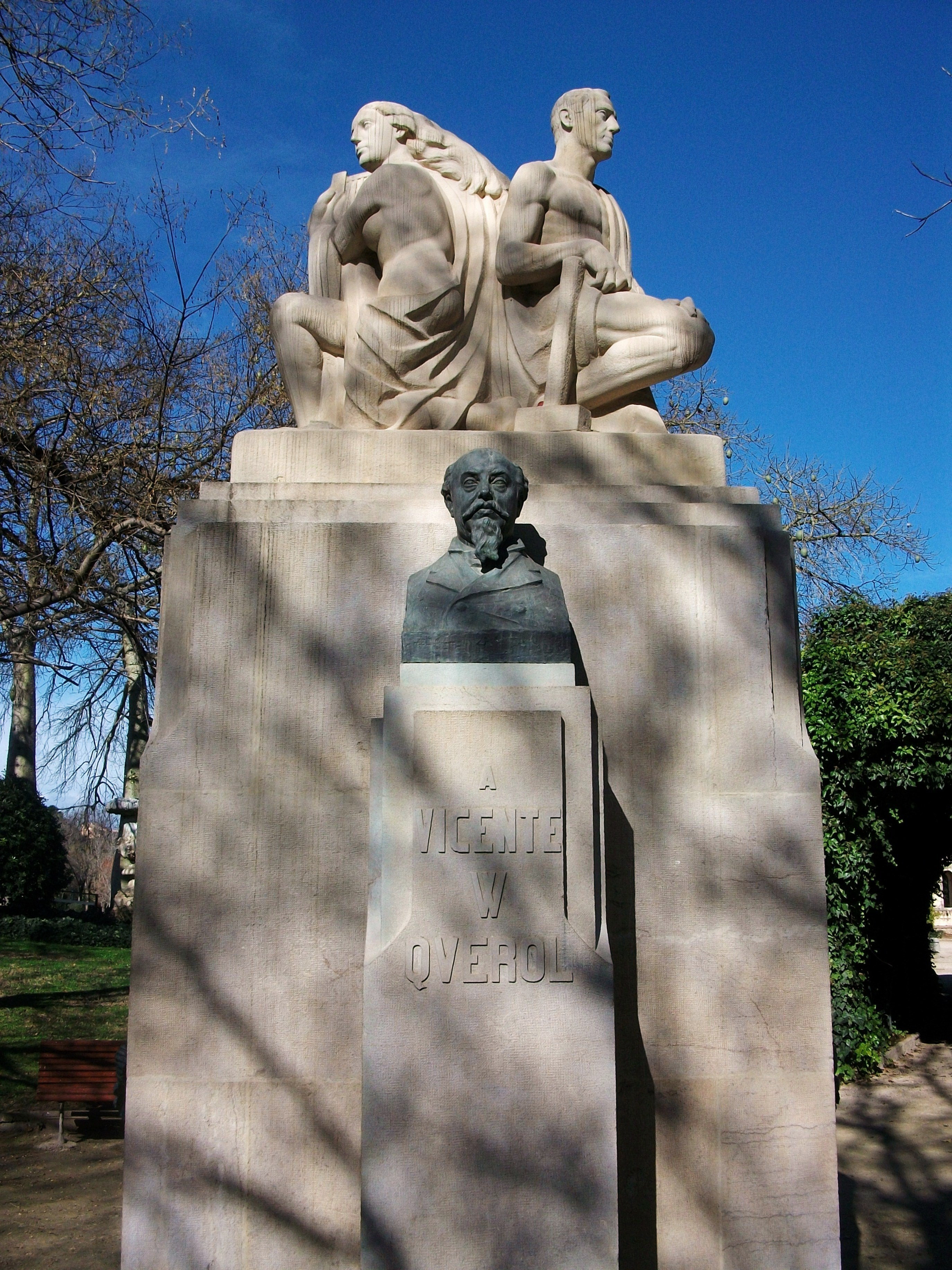
Monument a Vicent Wenceslau Querol al jardí de Vivers de València.

En acabar els estudis, l'any 1860, va començar a treballar al despatx de l'advocat Joan Reig i Garcia, especialitzant-se en dret mercantil. A través dels contactes proporcionats pel seu treball va passar a ocupar la secretaria e la companyia ferroviària que explotava la línia Tarragona-València-Almansa, propietat del Marquès de Campo. Ben aviat va ser promogut a delegat de la gerència de l'esmentada empresa, amb competencies executives que feien d'ell el gerent de fet de la corporació.
L'any 1880 va ser mantenidor dels Jocs Florals de Barcelona, certamen que també arribaria a presidir l'any 1885.
El 1877 va accedir al lloc de cap nacional de trànsit de la companyia Ferrocarriles del Mediodía de España i va haver de traslladar la seua residència a Madrid. Es trobava en plena maduresa literària i era un poeta respectat pels ambients intel·lectuals espanyols. A partir d'aquest moment, això no obstant, la intensitat del treball a l'empresa va fer que anara disminuint la seua producció literària. Va caure malalt a París, on es trobava per assistir a un congrés celebrat arran de l'Exposició Universal de 1889. Malalt del pit, el seu amic Josep Aguirre Matiol li va deixar una casa d'esplai — la Caseta Blanca— que tenia a Bétera, perquè poguera recuperar-s'hi. Això no obstant, la malaltia va agreujar-se i Querol va morir a l'octubre de 1889.

## Obra
La major part de la producció poètica de Querol va anar apareixent de manera dispersa en publicacions periòdiques i en premsa: El Miguelete, El Pensamiento de Valencia, La Opinión, Revista de Valencia, Las Provincias, Revista Contemporánea, La Ilustración Española y Americana, etc. Tot i que va escriure tant en castellà com en català, la major part de la seua producció poètica va ser en llengua castellana.
No va ser fins a l'any 1877 que la major part de la seua obra va ser editada en un recull sota el títol de Rimas, en què es va arreplegar tant la seua producció castellana com la catalana, aquesta darrera amb el títol de Rimes catalanes. Se'n van fer dues edicions, 1877 i 1891, prologades respectivament per Pedro Antonio de Alarcón i pel seu amic Teodor Llorente. A aquests llibres cal afegir les poesies desconegudes editades per Lluís Guarner.
En la seua trajectòria es poden identificar dues etapes; la primera caracteritzada per la temàtica patriótica i jocfloralesca, que respon a impulsos externs, i la segona, que respon a impulsos interns, de temàtica més familiar i humana.
A la primera etapa corresponen les seues epístoles, com per exemple les adreçades a Alarcón sobre la poesia i a Gaspar Núñez de Arce sobre el seu llibre Gritos de combate, així com les seues odes A María, A Cristo, A la Guerra de África, etc. En la mateixa línia s'hi troben els seus poemes filosòfics (Golondrina de otoño, A un filósofo cristiano), el poemes mitològics, les seues cançons i les seues poesies d'ocasió.
Al segon tipus d'impulsos, els interns, corresponen les seues Rimes, 14 poemes breus que evoquen de manera ràpida — de vegades condensada— sentiments profunds expressats de manera senzilla, àdhuc amb certs biaixos retòrics que no acaben de quadrar amb el to general, i fins i tot amb ocasionals moralismes. En aquest segon grup, no obstant això, se situen els seus poemes de tema familiar, que són els més celebrats. Aquests darrers poemes reflecteixen una realitat quotidiana, potser prosaica, però no per això menys entranyable: A la memoria de mi hermana Adela, A la Nochebuena, A mis ancianos padres, A un árbol, Oración, etc. Hi apareix el tòpic de la llar com a refugi de les tempestes del món. Ausente és la cloenda d'aquesta sèrie, una pintura sòbria i familiar del seu paisatge nadiu. En la seua lírica amorosa, influïda per Gustavo Adolfo Bécquer, destaquen les seves tres Cartas a Maria.
S'ha citat sovint el juí de Miguel de Unamuno sobre la qualitat de l'obra de Querol, i més concretament el fet que considerava la seua producció en castellà superior a la seua obra catalana: «Però ell, Querol, quan havia de treure l'ànima de la seua València no la treia en la llengua de Jaume d'Aragó, sinó en la llengua castellana, en la del Cid de Castella.»